# Chroococcus

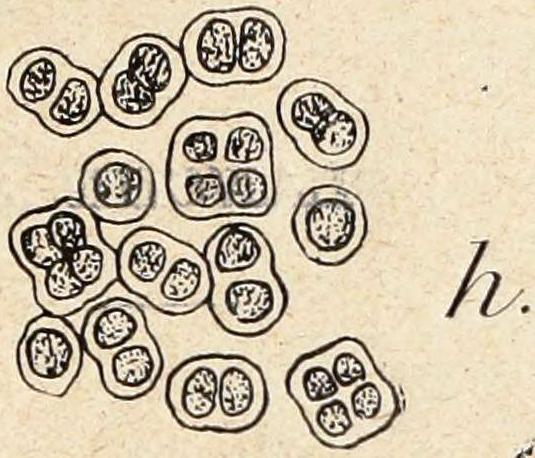
Illustration von Chroococcus cohaerens, ca. 1911

Chroococcus Nägeli, 1849 (gelegentlich auch Chromocococcus geschrieben) ist eine Gattung von Cyanobakterien (früher „Blaualgen“ genannt). Sie gehört zur Familie der Chroococcaceae in der Ordnung Chroococcales.
Die Zellen von Chroococcus sind klein, mehr oder weniger kugelförmig, woher der alte deutsche Gattungsname „Kugelblaualge“ herrührt. Es werden keine Thalli gebildet, sondern kleine Kolonien aus zwei bis vier Zellen (manchmal auch ein Vielfaches davon).
Die Zellen sind darin getrennt durch ein dünnes Septum (Trennwand) und bedeckt mit einer ziemlich dicken, verfärbten, geschichteten oder homogenen Schleimschicht.
Nach Teilungen bleiben die Zellen einer Kolonie in der Hülle der Mutterzelle und entwickeln eigene Schleimhüllen.
Die vegetative Vermehrung erfolgt durch Teilung in alle drei Raumrichtungen.
Es gibt in der Gattung etwa fünfzig Süßwasserarten, darunter auch Arten des Planktons und subaerisch lebende Spezies.
Gewöhnlich sind die Lebensräume aquatisch und subaerophytisch (d. h. feuchte Böden und Felsen). Chroococcus ist in Sümpfen zwischen Wasserpflanzen und Schlamm weit verbreitet.

## Systematik
Spezies nach GBIF und AlgaeBase (Auswahl):
- Chroococcus aeruginosus N. L. Gardner
- Chroococcus aphanocapsoides Skuja, 1964, nach AlgaeBase zu verschieben nach Eucapsis aphanocapsoides (Skuja) Komárek & Hindák
- Chroococcus batavus Joosten, 2006
- Chroococcus cimneticus Ong (nur GBIF, nicht AlgaeBase)[6]
- Chroococcus cohaerens (Brébisson) Nägeli
- Chroococcus cumulatus Bachmann 1921
- Chroococcus dimidiatus (Kützing) Nägeli 1849, evtl. zu verschieben nach Microcystis dimidiata (Kützing) P. C. Silva[7]
- Chroococcus dispersus (Keissler) Lemmermann 1904
- Chroococcus hansgirgii Schmidle 1900, evtl. zu verschieben nach Entophysalis rivularis (Kützing) Drouet[8]
- Chroococcus distans (G. M. Smith) Komárková-Legnerová & Cronberg 1994
- Chroococcus limneticus Lemmermann 1898, evtl. zu verschieben nach Limnococcus limneticus (Lemmermann) Komárková, Jezberová, O. Komárek & Zapomelová[9]
- Chroococcus microscopicus Komárková-Legnerová & G. Cronberg 1994, evtl. zu verschieben nach Eucapsis microscopica (Komárková-Legnerová & G. Cronberg) Komárek & Hindák[10]
- Chroococcus minimus (Keissler) Lemmermann 1904
- Chroococcus minor (Kützing) Nägeli 1849
- Chroococcus minutus (Kützing) Nägeli 1849, evtl. zu verschieben nach Coccochloris stagnina Sprengel[11]
- Chroococcus rufescens, (Kützing) Nägeli (Typus)
- Chroococcus spelaeus Ercegovic 1925
- Chroococcus splendidus C.-C.Jao
- Chroococcus submarinus (Hansgirg) Kovácik
- Chroococcus subnudus (Hansgirg) G. Cronberg & J. Komárek
- Chroococcus subsphaericus N. L. Gardner
- Chroococcus subtilissimus Skuja
- Chroococcus tenacoides J. J. Copeland
- Chroococcus tenax (Kirchner) Hieronymus
- Chroococcus thermalis (Meneghini) Nägeli
- Chroococcus turgidus (Kützing) Nägeli
- Chroococcus turicensis (Nägeli) Hansgirg
- Chroococcus vacuolatus Skuja
- Chroococcus varius A. Braun
- Chroococcus verrucosus Krieger
- Chroococcus violaceus Rabenhorst
- Chroococcus westii J. B. Petersen
- Chroococcus yellowstonensis J. J. Copeland[12]